# SourceMage
SourceMage is een Linuxdistributie die erg minimalistisch is in haar opzet: er worden zo weinig mogelijk pakketten meegeleverd met de standaard installatie-cd. Deze moet men zelf binnenhalen in de installatie en ze worden van de originele webpagina afgehaald. Er bestaat dus geen centrale databank waar de pakketten voor in SourceMage bewaard worden, waardoor het systeem van de gebruiker altijd wordt bijgewerkt.
De laatste versie is 0.15.2 en verscheen op 27 augustus 2012. Deze versie is beschikbaar voor i386, i486, i586, i686 en PowerPC.

## Pakketbeheer
Het binnenhalen, compileren en installeren van de programmatuur gaat via "sorcery", een verzameling shellscripts die uniek is voor SourceMage en grote gelijkenissen heeft met programma's als apt-get in Debian, yum in Fedora en emerge in Gentoo.
Sorcery gebruikt de grimoire waarin alle zogenoemde "spells" staan die SourceMage gebruikt. Een programma binnenhalen en installeren wordt via "cast" gedaan. Als de gebruiker bijvoorbeeld het XFree86-systeem wil binnenhalen en installeren, dan typt deze het volgende in een console:
cast xfree86
Sorcery handelt de rest af: "summon" downloadt zo nodig de broncode en cast, compileert deze, installeert de objectcode met eventuele extra stappen volgens de scripts uit de grimoire. De gebruiker beschikt over keuzemogelijkheden. Met Sorcery kan met behulp van de tool "gaze" ook de informatie uit de grimoire opgevraagd worden. Als de gebruiker bijvoorbeeld de omschrijving van het XFree86-pakket wil, dan typt deze:
gaze what xfree86
Door de configuratie zo veel mogelijk aan de gebruiker over te laten, beschikt de gebruiker over een grote vrijheid en een grondige systeemkennis.